# Michael Reiffenstuel

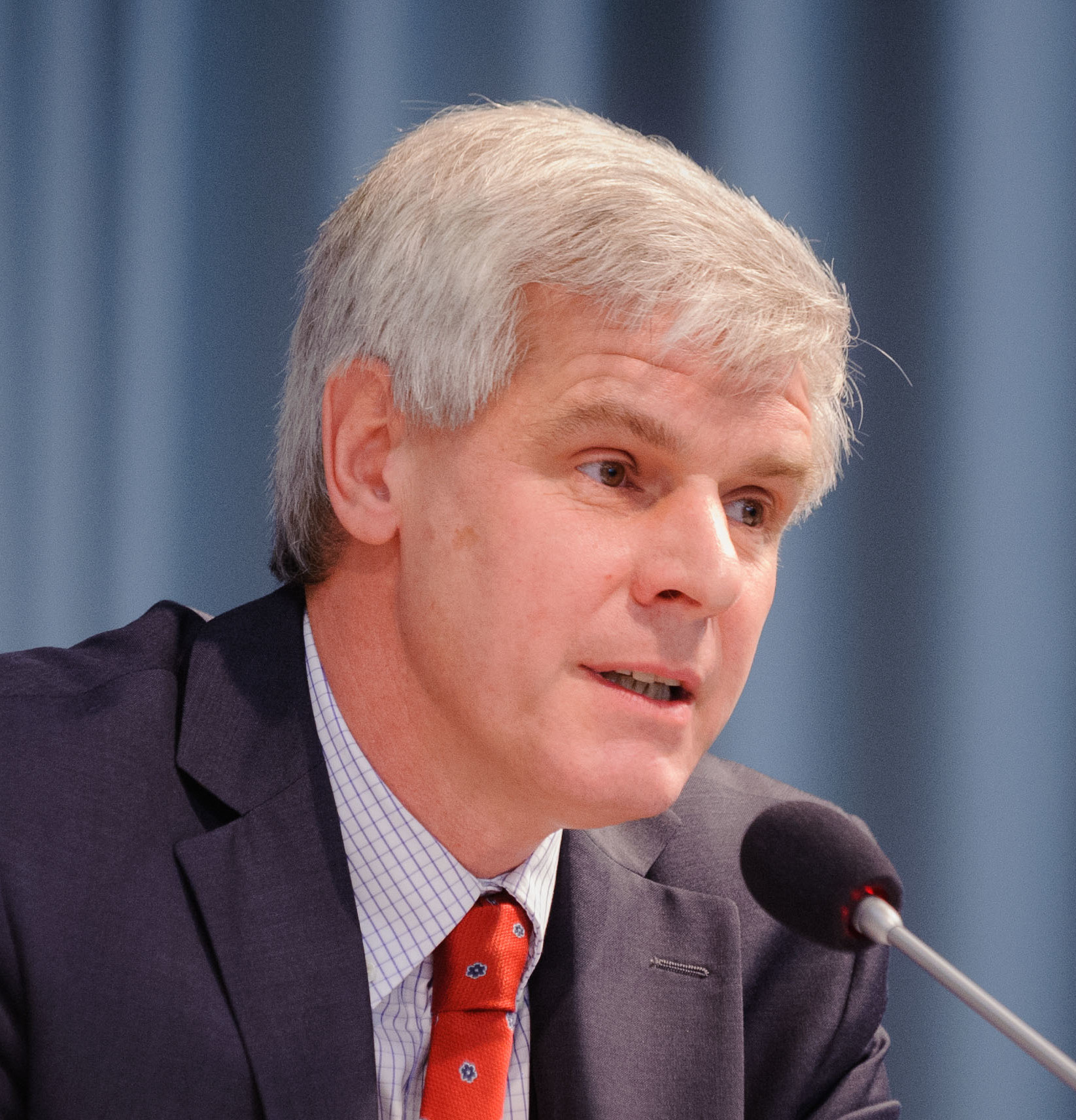
Michael Reiffenstuel, 2012

Michael Reiffenstuel (* 1964 in Tegernsee) ist ein deutscher Diplomat. Er ist seit Mitte 2023 Direktor für Südosteuropa, Türkei, EFTA, OSZE und Europarat im Auswärtigen Amt. Vorher war er von 2020 bis 2023 Botschafter der Bundesrepublik Deutschland in Südkorea.

## Leben
Nach Abitur und Grundwehrdienst studierte Michael Reiffenstuel Rechtswissenschaft an der Ludwig-Maximilian-Universität in München und der University of Georgia in Athens (USA), wo er 1993 den Master of Law (LLM) erwarb.
Michael Reiffenstuel ist mit der Diplomatin Anke Reiffenstuel verheiratet. Das Paar hat drei Kinder.
Reiffenstuels Geburtsort könnte ein Hinweis auf seine Zugehörigkeit zur Familie Reiffenstuel sein, die besonders am Tegernsee verbreitet gewesen ist.

## Laufbahn
Nach Beendigung seines Studiums trat Michael Reiffenstuel 1993 in den Auswärtigen Dienst ein und absolvierte den Vorbereitungsdienstes für den höheren Auswärtigen Dienst. Erste Einsätze führten ihn unter anderem an die Botschaften Sarajewo, London und Neu Delhi. Im Auswärtigen Amt (AA) arbeitete er im Bereich internationale Rechtsfragen und Nichtverbreitung von Massenvernichtungswaffen.
Ab 2005 leitete er im AA das Team Deutschlandbild im Ausland und wechselte dann als stellvertretender Leiter in das Referat für Auslandskommunikation. 2012 ging er an die Botschaft Kairo. Dort leitete Reiffenstuel zunächst das Deutschlandzentrum für die arabische Welt und nahm später Aufgaben im Bereich Außenpolitik wahr.
Zurück im Auswärtigen Amt leitete er ab Juli 2015 das Referat Transformation in der Arabischen Welt und bilaterale und EU-Beziehungen zu den Maghreb Staaten. Nach einer Verwendung als Beauftragter für Auswärtige Kulturpolitik und stellvertretender Abteilungsleiter für Kultur und Kommunikation wurde er Mitte 2018 zum Generalkonsul in Istanbul ernannt.
Von 2020 bis 2023 war Michael Reiffenstuel deutscher Botschafter in Südkorea. Am 16. Oktober 2020 überreichte er sein Beglaubigungsschreiben an den Präsidenten der Republik Korea, Moon Jae-in. 2023 folgte ihm Georg Schmidt nach und er wechselte als Direktor für Südosteuropa, Türkei, EFTA, OSZE und Europarat ins Auswärtige Amt.